# Stamen-Corollentubus

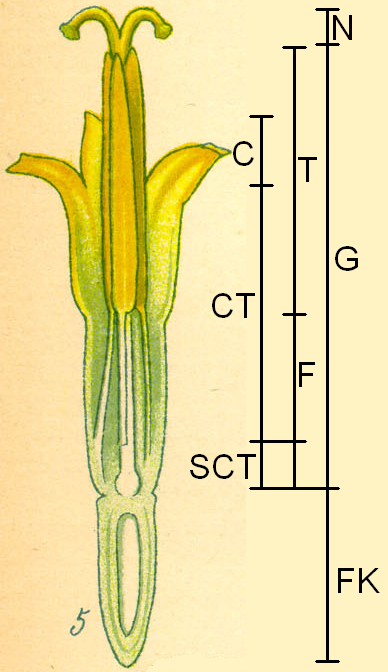
Blütenaufbau einer Asteracea am Beispiel von Leucanthemum ircutianum – neben der Blüte die Gliederung der Blütenkrone (links), des Androeceums (Mitte) und des Gynoeceums (rechts): SCT – Stamen-Corollentubus, CT – Corollentubus (Kronröhre), C – freie Kronröhrenzipfel, F – Filament der Staubblätter (Staubfaden), T – Theken mit Pollensäcken, FK – unterständiger Fruchtknoten, G – Griffel, N – Narbe

Ein Stamen-Corollentubus ist eine Röhrenbildung in einer Blüte, welche die Basis der Kronblätter und der Staubblätter umfasst. Er entsteht meist erst spät in der Blütenentwicklung durch Wachstum unterhalb der Kronröhre und der Basis der Staubblätter. Dabei können die Basen der Staubfäden so gestreckt werden, dass sie als Wülste an der Innenseite des Stamen-Corollentubus bis zum Blütenboden herabreichen.
Charakteristisch ist eine solche Röhrenbildung zum Beispiel in den Röhren- und Zungenblüten der Korbblütler (Asteraceae) oder bei den Blüten der Enziangewächse und verschiedenen Primeln.